# 東京ベイコート倶楽部 ホテル&スパリゾート
東京ベイコート倶楽部ホテル&スパリゾート（とうきょうベイコートくらぶホテルアンドスパリゾート）は東京都江東区有明三丁目にある、リゾートトラストが運営する会員制リゾートホテルである。2008年（平成20年）3月29日オープンした。本項では併設のホテルトラスティ東京ベイサイドについても記載する。

## 概要
会員制リゾートホテル「エクシブ」などを展開するリゾートトラストは首都圏周辺では軽井沢、伊豆半島、山中湖などに拠点を持っていたが、会員の居住地近くやビジネス拠点での利用要望があり、東京でのリゾートホテル開発がかねてからの念願であった。そうした中、東京の中心部である銀座から車で約15分、都心ならではの利便性と東京湾が一望できるリゾート感のあるロケーションや夜景の素晴らしななどを基準に2003年に東京・お台場の都有地を取得し、フラッグシップとして大規模会員制ホテル（東京ベイコート倶楽部）と上級のビジネスユーザーを対象としたホテル（ホテルトラスティ）の建設を計画した。総事業費は420億円（土地取得費および両ホテルの建設費を含む）。
地下2階地上27階建ての建物は、環境への配慮からツインタワーで風害などを緩和し、上階フロアで建物をつなぐことにより、有効なパブリックスペースを確保。また、ベイコートの日本語訳が"港の王宮”であることから、それらを受け入れるゲートを意味している建物形状でもある。構造形式は、会員制客室がS造であることから、強風時の建物の横揺れを防止して居住環境に影響を与えないように制振システムを採用し、併せて災害時の安全性を向上させるために制震システムも採り入れた。
入口では堅牢なゲートにスタッフが常駐し、独自の認証システムによりメンバーとその同伴者およびゲスト以外は一切敷地に入れないようにセキュリティを徹底するなど、プライベートやプライバシーを重視した。4階から23階に配置の全292の客室はすべてスイートルームとなっている。
ホテル最大の目玉であるスパは、ホテルスパでは最大級となる約2300m2規模を誇り、左右の棟をつなぐ部分を含め25階～27階に設けられた。26階がスパエリア入口で、25階にはインドア・アウトドアバスやトリートメントサロンなど置き、27階にはインドアプールやトレーニングジムが配された。このほか、24階にはレストラン・バー、ロビー階には一般利用も可能なイタリアンレストランも設置した。

## ホテルトラスティ東京ベイサイド
2階から4階部分には全200室の一般利用ホテル「ホテルトラスティ東京ベイサイド」が開業した。東京ベイコート倶楽部のメンバーは建物内で行き来できる。

## アクセス
鉄道
- ゆりかもめ東京ビッグサイト駅から徒歩5分。
- りんかい線国際展示場駅より徒歩約10分。

バス
注記なきものは都営バスによる運行。
「フェリー埠頭入口」下車徒歩3分。
- 都05：東京駅丸の内南口
- 東16：豊洲駅経由 東京駅八重洲口

「武蔵野大学前」下車徒歩2分
- 都05-2：東京駅丸の内南口／東京ビッグサイトゆき
- 東16：東京駅八重洲口／東京ビッグサイトゆき

国際展示場正門駅下車徒歩5分
- 急行05：日本科学未来館／新木場駅経由 錦糸町駅ゆき（土休日のみ）
- 急行06：日本科学未来館／豊洲駅・門前仲町経由 森下駅ゆき（土休日のみ）
- 都05：東京駅丸の内南口ゆき
- 東16：東京駅八重洲口ゆき

- 東京都観光汽船・東京水辺ライン「有明（有明客船ターミナル、東京ビッグサイト）」下船、徒歩5分。